# Михаил Витанов
Михаил Витанов е български актьор.

## Биография
Роден е на 4 януари 1965 г. в гр. София. Завършва ВИТИЗ Кръстьо Сарафов. Работи по озвучението и миксирането на звука на редица филми.

## Телевизионен театър
- „Крадецът на тролейбуси“ (1990) (Георги Данаилов)

## Филмография
- Бронзовата лисица (1991) – Жорес
- Музикален момент (1990)
- А сега накъде? (1988) – Тромпетистът